# محمد صخر الماطري
محمد صخر الماطري , (مواليد 1981م) سياسي ورجل أعمال تونسي وصهر الرئيس التونسي السابق زين العابدين بن علي.
ينحدر من عائلة الماطري التي كان من أبرز من ظهر منها الدكتور محمود الماطري أول رئيس للحزب الحر الدستوري الجديد، محمود الماطري هو عم والده منصف الماطري الذي كان أحد الضباط المتورطين في المحاولة الانقلابية لعام 1962، وقد حوكم آنذاك بالإعدام قبل أن يصدر العفو عنه من قبل الرئيس الحبيب بورقيبة.
تزوج محمد صخر الماطري عام 2004م من البنت الكبرى للرئيس زين العابدين بن علي من زوجته ليلى الطرابلسي.
شغل منصب عضو اللجنة المركزية للتجمع الدستوري الديمقراطي التونسي منذ مؤتمره المنعقد في أوت 2008م.

## ثورة تونس
عند حدوث الثورة في تونس احتجاجا على القمع والفساد في الحكم السابق لبن علي هرب صخر الماطري إلى كندا صحبة زوجته التي أوشكت على الولادة ثم تركها في كندا وسافر إلى دبي ولم يرجع إلى تونس لأنه من أكثر الرؤوس المطلوبة لدى الشعب فهو متهم بالسرقة وقد خول له الرئيس المخلوع زين العابدين بن علي أن يتصرف بطريقة غير قانونية حتى أصبح من كبار رجال الأعمال في تونس.

## أعمال
محمد صخر الماطري استغلّ كونه صهر الدكتاتور الرئيس بن علي لتكوين ثروة ويصبح أحد رجال الأعمال، اقتحم المجال الإعلامي من خلال بعث محطة إذاعية تتمثل في إذاعة الزيتونة الإسلامية، منذ عام 2007. وقد عرف عنه تدينه.
قام بشراء 70 بالمائة من رأسمال مؤسسة دار الصباح للصحافة المكتوبة، التابعة لمؤسسها الحبيب شيخ روحه. التي تصدر عنها جريدة الصباح أعرق الصحف التونسية، وكان ذلك في مارس- أفريل 2009.
قام بتأسيس بنك إسلامي وهو مصرف الزيتونة) يعتبر الأول من نوعه في تونس. انسحب محمد علي مبروك من مجلس إدارة «التجاري بنك» تاركا مكانه لمحمد صخر الماطري الذي يدير مجموعة «النقل» (ENNAKL)، ويمتلك الآن 1.93 بالمائة من رأس مال البنك ويمتلك محمد علي مبروك أغلبية الأسهم في بنك تونس العربي الدولي (BIAT) بنسبة 28.29 بالمائة، بواسطة شركتي Maghreb Financière Holding (21 بالمائة) وMaghreb Finance Holding (7.29 بالمائة).
واشترى نسبة من أسهم شركة تونيزيانا للاتصالات في أواخر 2010 وبداية 2011
وخلال الأحداث الأخيرة التي هزت تونس منذ إحراق محمد البوعزيزي نفسه هرب من البلاد التونسية إلى دبي حسب تصريح أحد مساعديه تاركا أملاكه وسياراته.

## ثورة جانفي
ترك تونس بعد ثورة 2011، وطرد من قطر بطلب من الرئيس التونسي المنصف المرزوقي يوم 11 سبتمبر 2012.

## وصلات خارجية
- (بالإنجليزية) (بالفرنسية) الموقع الرسمي لمجمع الماطري هولدنغ